# フレームリレー

フレームリレー

フレームリレー（英: Frame Relay; FR）とは、誤り訂正・再送信手順や、送受信順序制御などを簡素化し高速化をはかったパケット通信方式である。伝送路の信頼性の向上と端末の高機能化にともない、1990年代にサービス開始された。一般のパケット通信と比べ、「高速通信が可能」「低コスト」といった利点がある。一方で、欠点として「信頼性の高い伝送装置や伝送路が必要」「誤り訂正・再送信手順や送受信順序制御などが端末装置に必要」といったことが挙げられる。
イーサーネットをベースとした回線の普及に伴って利用者数を減らし、日本では2011年3月31日をもってサービスが終了した。